# Compañía Sud Americana de Vapores
Die Compañía Sudamericana de Vapores (CSAV) ist eine chilenische Reederei. Bis zu der Fusion ihrer Container-Sparte mit der deutschen Reederei Hapag-Lloyd im Jahr 2014 war sie Lateinamerikas größte Reederei. CSAV besteht seit 1872 und ist ein chilenisches Traditionsunternehmen. CEO ist gegenwärtig Oscar Hasbún Martínez.

## Geschichte

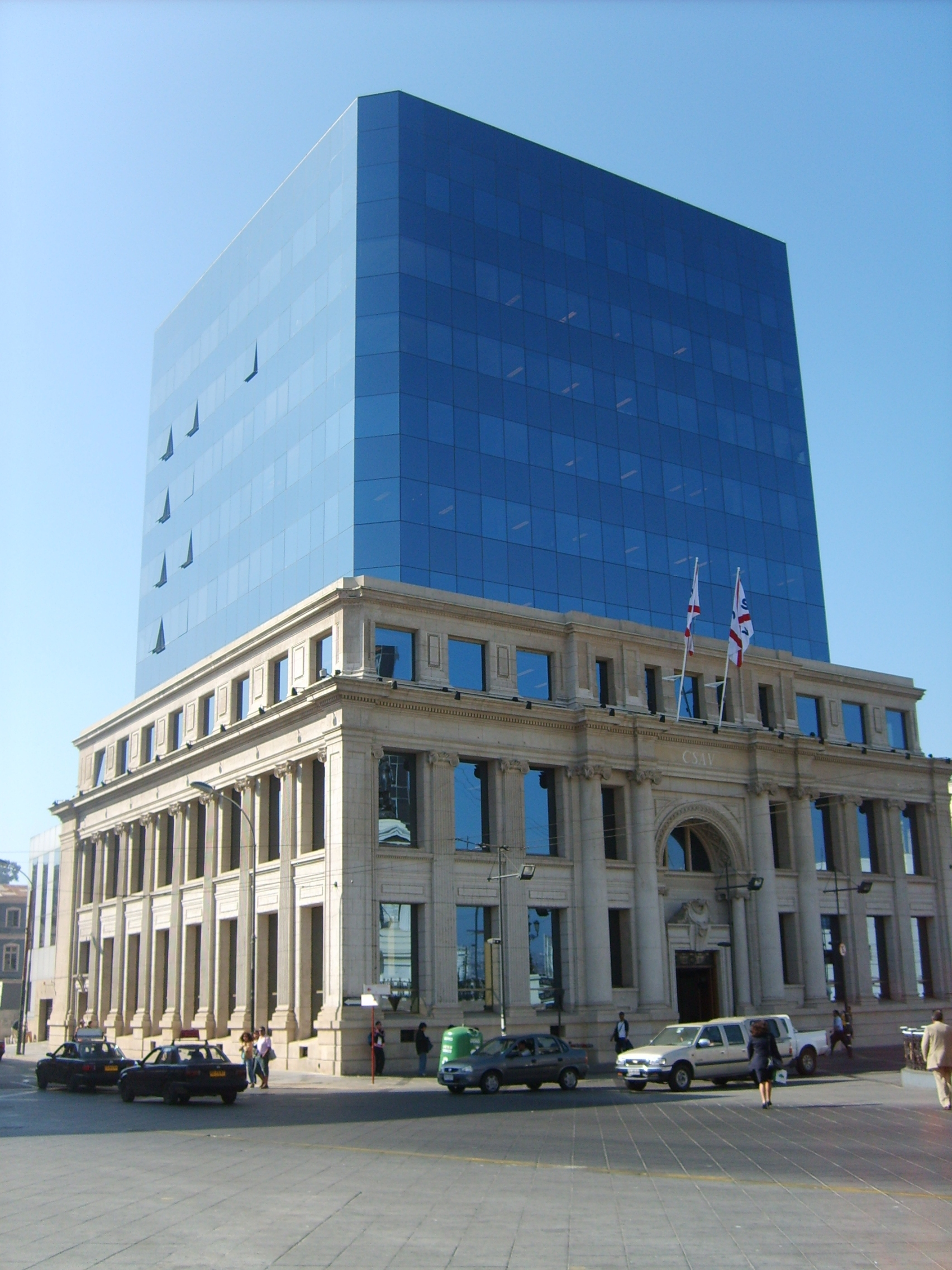
Hauptquartier der CSAV in Valparaíso

Die CSAV wurde 1872 gegründet und zählt daher zu den ältesten weltweit noch bestehenden Reedereien. Im Jahr 1873 wurde die CSAV an der Börse von Santiago de Chile gelistet. Das Unternehmen begann mit der Küstenschifffahrt, deren Dienste rasch zu einem wachsenden Liniennetz entlang der südamerikanischen Westküste bis zum damals in Bau begriffenen Panama-Kanal ausgebaut wurden. In späteren Jahren erweiterte die Reederei ihre Linien zunächst in die Häfen der Vereinigten Staaten, danach nach Europa, Asien und zur südamerikanischen Ostküste.
Im April 2011 beteiligte sich die chilenische Quiñenco-Holding an der CSAV. Quiñenco hält heute 56 % der CSAV-Anteile. Quiñenco ist ein Tochterunternehmen der Grupo Luksic der Familie Luksic und beschäftigt über ihre Beteiligungen rund 68.000 Mitarbeiter. Aufgrund der weltweiten Krise in der Schifffahrt verzeichnete CSAV im Jahr 2011 erhebliche Verluste. 2011 war das schlechteste Jahr in der Geschichte des Unternehmens.
Daher führte CSAV ab Mai 2011 tiefgreifende Umstrukturierungsmaßnahmen durch: sie konzentrierte ihr Geschäft auf den Heimmarkt Lateinamerika, baute ihre Flotte aus, vertiefte strategische Allianzen und reduzierte Kosten. Das Geschäftsjahr 2012 schloss das Unternehmen mit Verlusten in Höhe von 314 Mio. US-Dollar ab. Im Vergleich zu 2011 stellte dies eine Verbesserung von 74,9 % dar. Im Jahr 2013 verzeichnete CSAV Verluste in Höhe von 169 Mio. Dollar – 46 % weniger als im Vorjahr.
Ende 2013 fuhren für CSAV 50 Containerschiffe auf 32 Linien (plus Zubringern) über alle Weltmeere und transportierten rund 2 Mio. TEU im Jahr. CSAV investierte zwischen 2011 und 2014 insgesamt rund 1,6 Mrd. US-Dollar in neue, moderne Containerschiffe, darunter sieben mit einer Kapazität von 9.300 TEU.
Die letzten dieser Schiffe wurden 2015 ausgeliefert. Durch die modernisierte und vergrößerte Flotte reduzierte CSAV ihre Treibstoffkosten und ersetzte bisher eingecharterte Schiffe durch eigene.

## 2014: Fusion des Container-Geschäfts mit Hapag-Lloyd
Im September 2013 trafen sich erstmals die Vorstandsvorsitzenden Michael Behrendt von Hapag-Lloyd und Andrónico Luksic von CSAV. Im April 2014 wurden die Fusionsverträge unterschrieben. Am 2. Dezember 2014 gaben beide Reedereien den erfolgreichen Abschluss der Fusion ihrer Container-Sparten bekannt, wobei die jährlichen Synergien mit 400 Mio. US-Dollar die Erwartungen übertrafen.
CSAVs Stückgut-, Flüssiggut-, Kühlgut- und Fahrzeugtransport waren von der Transaktion ausgeschlossen. CSAV bleibt weiterhin an der Börse in Santiago gelistet. Für den verbliebenen Geschäftsbereich eingesetzt werden unter anderem eigene und gecharterte Kühlschiffe, Massengutschiffe und Autotransporter. Darüber hinaus bietet die CSAV intermodale Transporte und weitere Transportdienstleistungen an.
Als Gegenleistung für die Übertragung ihres Containergeschäfts erhielt die CSAV zunächst 30 % der Aktien von Hapag-Lloyd. Dieser Anteil wurde im Zuge einer Kapitalerhöhung Ende 2014 auf 34 % erhöht. Das macht die CSAV zum größten Aktionär von Hapag-Lloyd. In dieser Funktion entsendet die CSAV mit Wirkung des Fusionsabschlusses ihren CEO, Oscar Hasbún Martínez, und ihren Vorsitzenden des Verwaltungsrats, Francisco Pérez Mackenna, in den Aufsichtsrat von Hapag-Lloyd. Im Zuge des Börsenganges von Hapag-Lloyd ist der Anteil von CSAV auf 31,35 % gesunken.
Im Geschäftsjahr 2014 erwirtschaftete die CSAV einen Gewinn von 389 Mio. US-Dollar. Dieses Ergebnis ist zu einem großen Teil durch die Einbringung ihrer Container-Sparte in Hapag-Lloyd beeinflusst, die mit insgesamt 619 Mio. US-Dollar bewertet wurde.

## Aktuell
Im August 2016 stimmten Hapag-Lloyds Aktionäre der Fusion mit dem arabischen Konkurrenten United Arab Shipping Company (UASC) zu. Die Transaktion wurde 2017 abgeschlossen. CSAV wird gemeinsam mit der Stadt Hamburg und dem Unternehmer Klaus-Michael Kühne weiterhin eine Mehrheit von 52 % an Hapag-Lloyd kontrollieren.
Die neue Gesellschaft Hapag-Lloyd ist die weltweit fünftgrößte Container-Reederei (Stand: 2024) mit einer Gesamttransportkapazität von nahezu 2 Mio. TEU, einem Frachtaufkommen von annähernd 11,8 Mio. TEU jährlich (2022) und einem Gesamtumsatz von fast 17,9 Mrd. Euro pro Jahr (2023).